# Julien Conti
 (septembre 2018).
Pour les articles homonymes, voir Conti.
Julien Conti est un danseur, chorégraphe et acteur français né le 5 janvier 1996 à Lyon.

## Biographie
Issu d'une famille italienne (Sicile), il commence la danse à l'âge de 5 ans et demi. Accompagné de ses deux grandes sœurs il pratique le modern jazz pendant 5 ans.
Par la suite il découvre les danses latines (samba, cha-cha-cha, rumba, paso doble, jive) et les danses standard (valse lente, tango, valse viennoise, slow fox, quickstep). En septembre 2007, il se lance dans la danse de compétition.
À la suite de nombreux titres très encourageants, son entrainement s'intensifie avec un minimum de 24 heures d'entraînement du lundi au vendredi. Au minimum deux week-ends par mois, il part en compétition représenter la France à travers le monde. Après 4 ans en tant que membre de l’Équipe de France à la Fédération Française de Danse, il est inscrit sur la liste ministérielle des SHN (Sportifs Français de Haut Niveau) en septembre 2014. La danse l'obligeant à voyager constamment entre la France et l'Italie, où se situent ses deux écoles de danses principales, Julien prend la décision de se consacrer entièrement à sa passion. Il poursuit alors sa scolarité par correspondance grâce au Centre national d'enseignement à distance. C'est en 2014 qu'il obtient son baccalauréat avec mention et en 2016, un BTS Management des unités commerciales. À 17 ans, Julien commence à enseigner la danse dans la région Rhône-Alpes, à Paris et à Vienne.
Parallèlement à son parcours scolaire, le jeune danseur valide en septembre 2016 deux années de conservatoire au Conservatoire de danse de Vienne en une année.
Après l'été 2017, il emménage à Paris et élargit progressivement ses activités vers la télévision et la mode en intégrant les  Maisons de Haute Couture Christian Dior et Louis Vuitton.

## Formation
- De 2007 à 2015 : danse sportive (latines et standards) en France, Italie et Russie
- 2016 - 2017 : ballet et danse jazz au Conservatoire de danse de Vienne (validation des cycles)

## Palmarès sportif

### National
- Champion de France 10 danses 2009 (danses latines et standard)
- 5 fois Vice-Champion de France (danses Latines + danses Standards + 10 danses + Showdance Freestyle)
- Vainqueur de 3 Coupes de France Latine (danses latines et standard)
- Médaillé d’argent à 4 Coupes de France (danses latines et standard)
- 4 fois médaillé de bronze aux Championnats de France (danses Latines + danses Standards + 10 danses)
- Champion régional youth
- Membre de l'équipe de France Élite à la Fédération française de danse de 2010 à 2015
- Présent sur la liste ministérielle des Sportifs de haut niveau (SHN), danses latines et standard 2014-2015[3],[4]

### International
- Top 19 des meilleurs danseurs du World Ranking en catégorie adulte - 10 danses (en 2015)
- Participation au Championnat du monde de danses latines à Moscou (Russie, 2011)
- Participation au Championnat du monde 10 danses à Sant Cugat del Vallès (Espagne, 2011)
- Participation au Championnat d’Europe de danses standard à Cambrils (Espagne, 2013)
- Participation au Championnat du monde de danses standard à Rimini (Italie, 2014)
- Participation au Championnat du monde 10 danses à Vancouver (Canada, 2014[5])

## Clips
- 2017 : Delv!s (nl) – Sunday interlude | SPOA | BECAUSE MUSIC
- 2018 : Son Little & Gavin Moss - O Me O My[6] | SPOA | BECAUSE MUSIC
- 2019 : Patrick Bruel - Pas eu le temps[7] | DIE FRAU | SONY MUSIC
- 2020 : Roman Kouder feat Marian Hill - Bonjour | CROISSANTS PRODUCTION | UNIVERSAL MUSIC

## Chorégraphe
- 2013 à 2016 : Enchainements des compétiteurs nationaux et internationaux
- 2017 : Delv!s (nl) – Sunday interlude | SPOA | BECAUSE MUSIC
- 2018 : Son Little & Gavin Moss - O Me O My[6] | SPOA | BECAUSE MUSIC
- 2020 : Roman Kouder feat Marian Hill - Bonjour | CROISSANTS PRODUCTION | UNIVERSAL MUSIC

## Television
- 2017 : Les Copains d'abord – Épisode 5 et 6 aux côtés de Lio, Patrick Fiori, Antoine Duléry et Shy'm | FRANCE 2
- 2018 : Show solo de cha-cha-cha sur le plateau de N’oubliez pas les Paroles + PRIME des 10 ans de l’émission | FRANCE 2